# Sabin-Adrian Drăgan
Sabin-Adrian Drăgan (n. 12 noiembrie 1958) este un fost deputat român în legislatura 1990-1992, ales în județul Suceava pe listele partidului FSN.